# 韓国ドメインからの2ちゃんねるへのサイバーテロ事件
韓国ドメインによる2ちゃんねるへのサイバー攻撃事件（かんこくどめいんによる2ちゃんねるへのサイバーこうげきじけん、2010년 한·일 삼일절 사이버 대첩）とは、2010年3月1日の午後1時ごろから発生した、韓国ドメイン（.kr）から日本語電子掲示板サイト2ちゃんねる（後の5ちゃんねる）へのDoS攻撃により通信障害を発生させPIE社のサーバーをダウンさせたサイバー攻撃事件。2010年3月2日現在で把握されている被害額は約2億2000万円に上っている。
なお、3月1日は韓国では祝日（三一節）である。

## 概要
2010年2月23日に朝鮮語ネットコミュニティ「ネイバー」や「ダウム」上で、「2ちゃんねるにバンクーバー五輪のスケート競技での金妍兒に対する採点への疑義や、ロシアでの韓国人留学生襲撃事件に対する賛美の書き込みがあること」への"報復"を目的とした「テロ対応カフェ」や「愛国志士の連盟協会」と称するサイトが開設された。このサイトには10万人規模の朝鮮語ネットユーザーたちが集結しDDoS攻撃のためのプログラムが掲載されるなど2ちゃんねるへのアクセス攻撃の拠点となった。また、後述のVANKの扇動により、ネット犯罪者グループがボットネットを用いて攻撃を行っていた事も判明した。
2ちゃんねるのサーバーを管理・運営するアメリカ合衆国サンフランシスコにあるPacific Internet Exchange社（PIE社）の声明によると、3月1日午前11時40分頃から、2ちゃんねるの一部のサーバーに対し、韓国を主な発信源とするbotを使用した大量のアクセスがあり、サーバーおよびネットワークの負荷が上昇し、ついには同社が運営する米国政府関連機関のサーバーを含め、2ちゃんねるのサーバーがダウンした。攻撃手口は、集団でF5（リロード）を連打したり特定の攻撃プログラムを使ったDDoS攻撃であり、特に「ニュース速報(VIP)掲示板」「ニュース速報掲示板」が攻撃対象となった。
同日夕、PIE社は2ちゃんねるのサーバーをすべて停止させ、攻撃の発信源となったIPアドレスからの通信を遮断する措置をとったのち、サービスを復旧した。この対策および韓国の祝日である三一節の期間が終了したことにより、障害は収まった。
これによって、2ちゃんねるの管理会社や米政府機関など複数のサイトに被害が生じた。PIE社では、「韓国を含む多くのコンピューターから、かつてない深刻な攻撃を受けた。詳しい状況は現在調査中だが、FBIやサンフランシスコ市警と協議しており、法的措置も検討している」と話している。ただし、FBIもサンフランシスコ市警も米国内の犯罪を捜査する権限しか持っていないので、米国外である韓国からの攻撃に関しては基本的に管轄外ではある。3月2日現在、把握されている被害額は約250万ドルに上るとされている。
その後も韓国のサイト「dcinside.com」の掲示板には、朝鮮の大日本帝国（日本）からの解放を祝う祝日「光復節」に当たる2010年8月15日に「日本のネットユーザーが8月15日に計画している韓国へのサイバーテロに対する報復準備」との名目で2ちゃんねるに再びサイバー攻撃を行うとの告知が出され、韓国ネットユーザーのサイバー攻撃への参加を呼びかけていたが、前回FBIが捜査に乗り出す事態になったこともあってか2ちゃんねらー・韓国ネットユーザーの双方ともに反応は冷ややかであり、8月15日当日も2ちゃんねるにサーバー障害などは発生しなかった。

## 被害

### 2ちゃんねるが受けた被害
3月1日昼ごろから2ちゃんねるにアクセスできない状態が続いたが、3月2日夜には攻撃が収まりいくつかのサーバーが復旧した。しかし、翌日の昼になっても約3分の1のサーバーは復旧されず、夜になってようやくdubaiサーバーを除く全てのサーバーが復旧した。この事件の観測サイトによると2010年3月3日 18時57分度重なるサイバー攻撃によってdubaiサーバーが故障し、dubaiサーバー内の全てログが消滅。運用情報版によると、dubaiサーバーのデータは救出困難であると報告されている。完全に故障してしまっていて他のサーバーで板を再構築すると報告されている。被害は次の通り。
- 社会：消防救急防災板、都市計画板
- 文化：名言・格言板、皇室・王侯貴族板
- 学問・文系：方言板
- 政治経済：株式板
- 食文化：米・米加工品板
- 生活：家電等量販店板、レンタル板、ファッション板、香水芳香消臭板、60歳以上板
- カテゴリ雑談：独身男性板
- テレビ等：テレビサロン板、テレビ番組板、テレビドラマ板、時代劇板、ラジオ番組板、海外テレビ板、ケーブル放送板、スカパー板、デジタル放送板、NHK板、広告・CM板
- 芸能：芸能板、海外芸能人板、懐かし芸能人板、男性俳優板、女優板、U-15タレント板、あみ＆あゆ板、椎名林檎板、モ娘(羊)板、モ娘(鳩)板、男性アイドル板、ジャニーズ板、スマップ板、ジャニーズ2板、ジャニーズJr板
- ギャンブル：競馬板
- ゲーム：家ゲーZ区分板、アケゲーレトロ板、ハード・業界板、
- ネットゲーム：ネトゲ実況板
- 音楽：ヴィジュサロン板、ヴィジュバンド板、レゲエ板
- 雑談系2：なんでもあり板、モ娘(狼)板、新記録・珍記録板

特に、芸能やテレビ等のエンターテイメント系掲示板の被害が多い。dubaiサーバー自体は物理的にすぐ復旧したが、事件から数日経ってもまだ板は再構築されていない。板が復活するまで時間がかかると判断したユーザーは類似掲示板や無関係な掲示板に流れ新しくスレッドを立てている。
3月8日、dubaiサーバーにあった掲示板はyutoriなどのサーバーに移転することになった。この日のうちに60歳以上、ハード・業界、なんでもあり、モーニング娘。 (狼) 板、ネトゲ実況の5板が移転、翌日には全板がyutoriサーバに移転した（ログがすべて消滅しているため実質的に新設状態）。
また以前からミラーリング停止状態であったchangi、namidameサーバーも少なからず被害を受けており、8日に新サーバーへ移転した（サーバーの名称は変わらず）。

### 朝鮮語サイトが受けた被害
韓国側の見解によれば、韓国からの攻撃を事前に察知した2ちゃんねる側の一部ユーザーが、2月28日午後8時、午後9時、3月1日午前10時に、それぞれDCインサイドなどの韓国サイトへ先制攻撃をしたとされている。日本側の一部ユーザーは、したらば掲示板の「VIP落とした韓国にたっぷりお礼をするスレ」内で事前に攻撃計画を立てており、アパッチ砲などの攻撃用ソフトも配布していた。しかし、したらば掲示板の一部ユーザーが3月1日以前に攻撃を計画し実行したとしても、元を辿れば韓国側から日本側への先制攻撃に対する反撃であるとする見解もあり、どちらが先に攻撃したかについては日韓双方で見解が対立している。
韓国から日本への攻撃は、当初は3月1日午後1時からの予定だったが、実際には午前11時頃から攻撃が行われ、午後2時頃には2chはほぼ全てのサーバーが機能しなくなる程の攻撃を受けた。
ほぼ全てのサーバーがダウンする程の大規模な攻撃を受けたにも拘わらず、2ちゃんねるでは韓国からのサイバーテロへの反撃に対して「やり返したら同じレベルに落ちる」などとして否定的な意見が多く、賛同を集めたり大規模なコミュニティが形成されることはなかった。しかし一般ユーザーから隔離されている一部の掲示板からは韓国側への断続的な反撃が行われた。
日本側の一部ユーザーは午後6時頃から韓国側に本格的な反撃を行い、韓国大統領府など複数のサイトを攻撃した。しかし、大統領府では、日本のIPアドレスを完全に遮断して、日本では大きな被害を与えることができなかった。5分間、しばらく遅いだけだった。
韓国の民間外交使節団「VANK」には複数回の攻撃が行われ、VANKの４つのルーターの内の2つがダウンし、アクセス速度の低下が発生した。
韓国の匿名コミュニティサイトTHREADICは3月2日午前2時まで日本側からの攻撃を受け続けた。大量の日本人がTHREADICに流入しコミュニティが占領され、サーバーが正常に回復したのは午後8時頃だった。
日本側の一部ユーザーは3月6日に801砲とハイピング砲を使った韓国側への一斉DoS攻撃を計画していたが、内部分裂により実行されなかった。
また、騒動が殆ど収束した3月13日にも日本側から韓国DCインサイトへ攻撃が行われ、503エラーが表示される状態になったが、1時間も経たずに回復した。
しかし、これらの反撃の規模は韓国から日本へ行われたものの半分にも満たなかった。

## 3月1日のサイバー攻撃後の当事者の動き

### 韓国ドメイン (.kr) ユーザー
2ちゃんねるへの攻撃が継続して行われる中、韓国ドメインの2ちゃんねるの内容を翻訳しているサイトに誤爆する事態まで発生、加えて2ちゃんねるへの攻撃が成功すると、一部ユーザーにより対象が2ちゃんねるから韓国国内サイト及びGoogleへと矛先が変わってしまった事により、最終的にはインターポールが出動するという噂が韓国内に一気に広まり、事態は収束へ向かった（ICPOは法執行機関の連絡機関・協議体なので、特別な事情がない限りは自ら逮捕する事は無い）。
なお、今回攻撃に参加した韓国人ネットユーザーの大半は、2ちゃんねるのサーバーが日本ではなくカリフォルニアにあることを知らなかった者が多く（この件については、首謀であるVANK側も知らなかったようである）、FBIが捜査に乗り出した件について後悔している者も居る一方で、FBIが捜査に乗り出した件について「ガセネタ」であるとして、3月6日に第二次攻撃の計画を企てた者がいたが、結局発生しないまま収束を迎えた。

### 2ちゃんねる
2ちゃんねるのサーバーはアメリカに置かれており、2chサーバーのデータセンターの運営企業は「米国公的機関に対し、米国企業に対するサイバーテロとして調査依頼する準備をしている」と発表した。
なお、2ちゃんねるのドメインを所有しているシンガポールの企業PACKET MONSTER社は一切コメントを発表していない。また、創設者である西村博之も今回の事件に関するコメントを発表していない。

### アメリカ企業
2ちゃんねるのサーバーが設置されているアメリカのPIE社は法的措置を検討しており、2010年3月2日、PIE社はアメリカ連邦捜査局と協力し、攻撃に関する情報収集と調査に乗り出し、FBIが今回発生したテロの首謀者割り出しを進める方針である事を明らかにした。この件ではサンフランシスコ連邦準備銀行及びアメリカ軍の一部サーバーなど米政府の重要な機関も影響を受けたという。Big-Server.comの担当者は今回の事件に関して、アメリカ企業に対してサイバー攻撃を行ったドイツ人が逮捕されアメリカで2年間服役した前例があると述べている。
2010年3月5日、「PIEデータセンターへのサイバー攻撃に関するステートメント」が発表される。PIE社はFBI エージェントに
- 攻撃に関わったIPアドレス
- 攻撃のパターン、
- 韓国ポータルサイト内での今回の攻撃に関する活動
- 配布されていた多岐に渡るプロトコルを使用しての自動化したスクリプト
- 攻撃を表明している個人ブログサイト

などを提出した。声明文にもあるように、ネイバーなどのポータルサイト以外に攻撃を呼びかけたもの、追随で便乗した在日韓国人留学生の日本語による個人ブログも存在し、ネット上で騒動となった。PIEはFBIに資料を提出したことについて「報復としてではなく、ネットユーザーの良識と誇りによってこのような行為がインターネットの世界から無くなる事を願ってのことです。」と述べている。

## 評価・批判
中央日報
テロ当初は「日本陥落」というタイトルで、テロを煽る記事を書いていたが、アメリカのサーバーが損害賠償請求をほのめかす声明を発表してからは一転、社説で、「日本ネチズンによるキム・ヨナへの誹謗中傷は金メダルを取れなかった悔しさからくる稚拙なもの」と非難し、それに対抗するのは同レベルだから「もうやめよう」と呼びかけた。
朝鮮日報
朝鮮日報は2010年7月2日、韓国メディアが反日感情を過度に刺激しているという指摘があると報じ、今回の事件もメディアの過剰反応が原因だと指摘している。

## その他のサイバー攻撃
キム・ヨナをめぐる韓国人ネットユーザーによる2ちゃんねるに対するサイバー攻撃は今回が初めてではない。その内の数例を挙げる。

### 2008年GPファイナル
2008年12月14日、大量の韓国IPが2ちゃんねるに押しかけ、サイトが見られない状況が続いた。前日の13日に韓国で開催されたフィギュアスケートのグランプリファイナル女子シングルにおいて、日本の浅田真央が韓国のキム・ヨナを下して優勝を果たしており、その腹いせと見られている。

### 801板への攻撃
2010年2月、韓国のネットユーザーが2ちゃんねるの関連掲示板であるPINKちゃんねるの「801板」（やおい）に対しサイバーテロ攻撃を仕掛けた。サイバー攻撃の数日前、バンクーバーオリンピックのフィギュアスケート女子シングルにおいて、ショートプログラムの終了後にキム・ヨナが浅田真央に5点差をつけて首位に立ったことに関し、2ちゃんねるでは「キム・ヨナの点数は八百長ではないか？」との書き込みが行われていた。韓国ユーザーらは「801」を「八百長」と勘違いして攻撃したと見られている。